# Buon compleanno Gesù
Buon compleanno Gesù è un singolo del cantautore italiano Giancane, pubblicato il 19 dicembre 2016 come primo estratto dall'album Ansia e disagio.

## Video musicale
Il videoclip, realizzato da Daniele Martinis, è stato pubblicato il 21 dicembre 2016 sul canale YouTube del cantautore.

## Tracce
1. Buon compleanno Gesù – 3:21